# Metabalta hostilis
Metabalta hostilis is een hooiwagen uit de familie Gonyleptidae.